# Батог, Михаил Александрович
Михаил Александрович Батог (1870—?) — русский военный деятель, генерал-майор (1917). Герой Первой мировой войны.

## Биография
В 1889 году после окончания Петровского Полтавского кадетского корпуса вступил в службу. В 1890 году после окончания Александровского военного училища произведён в произведён в подпоручики и выпущен в  14-ю артиллерийскую бригаду. В 1894 году произведён  в поручики, в 1897 году  в штабс-капитаны, в 1901 году в капитаны. 
В 1910 году после окончания Офицерской артиллерийской школы произведён в подполковники и назначен командиром 3-й батареи 14-й артиллерийской бригады. 
С 1914 года участник Первой мировой войны, во главе своей батареи. В 1915 году произведён в полковники и назначен командиром 2-го дивизиона 14-й артиллерийской бригады. В 1917 году произведён в генерал-майоры.

Высочайшим приказом от 9 сентября 1915 года  за храбрость был награждён орденом Святого Георгия 4-й степени: 
За то, что 23 ноября 1914 года в бою у г. Ст. Сандец, имея наблюдательный пункт в передовых цепях, метким огнём своей батареи заставил замолчать австрийскую батарею. Видя тяжёлое положение своей пехоты, наступление которой было остановлено губительным ружейным и пулемётным огнём, по собственной инициативе, выехал на открытую позицию и с дистанции в 1200—1800 шагов открыл ураганный огонь по пехоте противника и его пулемётам, после чего наша пехота вновь перешла в наступление и, поддержанная огнём батареи, нанесла противнику быстрое и решительное поражение

Высочайшим приказом по армии и флоту от 4 марта 1917 года за храбрость награждён Георгиевским оружием: 
Командиру 2-го дивизиона 14-й артиллерийской бригады, Михаилу Батогу за то, что в течение всего боя 9-го—11-го июня 1916 года у фол. Лысохи и кол. Дмитровка, командуя дивизионом и находясь в положении исключительной опасности на передовом наблюдательном пункте под убийственным огнём тяжёлой и лёгкой артиллерии и под сильным ружейным и пулемётным огнём неприятеля, весьма искусно руководил огнём своего дивизиона, причинив неприятелю, бросавшемуся много раз в атаку, весьма тяжёлые потери, чем дал возможность 11 июня перейти нашей пехоте в наступление и нанести неприятелю решительное поражение
18 сентября 1917 года назначен командиром 21-й артиллерийской бригады.

## Награды
- Орден Святой Анны 3-й степени с мечами и бантом (1903; ВП 23.12.1915)
- Орден Святого Станислава 2-й степени с мечами (ВП 12.02.1909; Мечи — ВП 21.02.1915)
- Орден Святой Анны 2-й степени с мечами (ВП 03.02.1914; Мечи — ВП 30.11.1915)
- Орден Святого Владимира 4-й степени с мечами и бантом (ВП 21.02.1915)
- Орден Святого Георгия 4-й степени (ВП 09.09.1915)
- Орден Святого Владимира 3-й степени с мечами (ВП 17.09.1915)
- Высочайшее благоволение (ВП 14.07.1916)
- Орден Святой Анны 4-й степени «За храбрость» (ВП 28.07.1916)[4]
- Георгиевское оружие (ПАФ 04.03.1917)